# Neomyennis cyaneiventris
Neomyennis cyaneiventris är en tvåvingeart som först beskrevs av Friedrich Georg Hendel 1909.  Neomyennis cyaneiventris ingår i släktet Neomyennis och familjen fläckflugor.
Artens utbredningsområde är Bolivia. Inga underarter finns listade i Catalogue of Life.